# Los Amoles
Los Amoles är en ort i Mexiko.   Den ligger i kommunen Rodeo och delstaten Durango, i den centrala delen av landet, 800 km nordväst om huvudstaden Mexico City. Los Amoles ligger 1 318 meter över havet och antalet invånare är 271.
Terrängen runt Los Amoles är huvudsakligen kuperad, men västerut är den platt. Los Amoles ligger nere i en dal som går i öst-västlig riktning. Runt Los Amoles är det mycket glesbefolkat, med 5 invånare per kvadratkilometer. Närmaste större samhälle är Rodeo, 12,5 km väster om Los Amoles. Omgivningarna runt Los Amoles är i huvudsak ett öppet busklandskap.